# Aeroport Internacional de Da Nang
L'Aeroport Internacional de Da Nang (Cảng hàng không quốc tế Đà Nẵng, Sân bay Đà Nẵng) és un aeroport de Da Nang, a la República socialista del Vietnam, a 2 km al nord-est de la ciutat Da Nang. L'aeroport és la base central de Vietnam Airlines i Jetstar Pacific Airlines.

## Aerolínies
- Terminal 1 (Vols nacionals):
  - Jetstar Pacific Airlines (Ciutat Ho Chi Minh, Hanoi)
  - Vietnam Airlines (Ciutat Ho Chi Minh, Hanoi, Buon Ma Thuot, Hai Phong, Nha Trang, Pleiku, Qui Nhon, Da Lat)